# Hollstadt
Hollstadt est une commune de Bavière (Allemagne), située dans l'arrondissement de Rhön-Grabfeld, dans le district de Basse-Franconie.

## Personnalités liées à la ville
- Sebastian Merkle (1862-1945), théologien mort à Wargolshausen.
- Anselm Grün (1945-), moine né à Junkershausen.